# وينزداي آدامز
وينزداي أدامز (بالإنجليزية:Wednesday Addams) هي شخصية خيالية من إنشاء رسام الكاريكاتير الأمريكي تشارلز آدامز كان أول ظهور للشخصية 1938 في صحيفة النيويوركر الأسبوعية,شخصية وينزادي هي فتاة تبلغ من العمر 7 أعوام ترتدي فستان أسود ولديها ضفيرتين وتعتبر أحد أفراد عائلة آدامز تتميز الشخصية بالبرود والخبث والمكر والخداع ظهر الشخصية في العديد من الأفلام والمسلسلات والكرتون.